# Chrysophyllum muerense
Chrysophyllum muerense är en tvåhjärtbladig växtart som beskrevs av Adolf Engler. Chrysophyllum muerense ingår i släktet Chrysophyllum och familjen Sapotaceae. Inga underarter finns listade i Catalogue of Life.